# Jimm
Jimm ist ein freier ICQ-Client für Mobiltelefone und PDAs, der sich über GPRS oder UMTS mit dem ICQ-Netzwerk verbinden kann.
Das Jimm-Projekt wurde unter dem Namen MobICQ gegründet, musste den Namen aber aufgrund von juristischen Problemen mit AOL ändern. Die Abkürzung Jimm steht dabei für Java Instant/ICQ Mobile Messenger. Das Programm basiert auf Java und kann auf allen J2ME-Geräten die Socket-Unterstützung bieten und über mindestens 250 kB Heap-Speicher verfügen genutzt werden. Unterstützt werden unter anderem Dateitransfer, speichern der lokalen History, Emoticons und die Suche und das Hinzufügen von Kontakten. Jimm steht unter der GPL und entspricht somit den Ansprüchen freier Software.